# Juan Castellar y de Borja
Juan Castellar y de Borja (Valência, cerca de 1470 – Roma, 22 de julho de 1506) foi um cardeal espanhol da Igreja Católica, membro da poderosa Casa de Borja, que foi arcebispo de Monreale.

## Biografia
Filho de Galcerán de Castellar, senhor de Picassent, e Bernardona Borja, tia do cardeal Juan de Borja Llanzol de Romaní, por parte de pai e prima do Papa Alexandre VI.
Foi cônego do capítulo da Catedral Metropolitana de Sevilha, depois a de Nápoles, a de Toledo e a de Burgos.
Eleito arcebispo de Trani em 23 de agosto de 1493, nada se sabe sua ordenação episcopal. Juntamente com seis cardeais e outros seis prelados, acompanhou o Papa Alexandre VI em sua viagem a Piombino em 17 de fevereiro de 1502.
Foi criado cardeal pelo Papa Alexandre VI no Consistório em 31 de maio de 1503, recebendo o título de cardeal-presbítero de Santa Maria além do Tibre em 12 de junho do mesmo ano. Ainda em 1503, em 9 de agosto, foi transferido para a Arquidiocese de Monreale, sucedendo seu primo cardeal Juan de Borja, mas nunca visitou a arquidiocese, contudo manteve todos os seus benefícios.
O rei Fernando, o católico, queixou-se de que a provisão da Sé de Monreale tinha sido feita sem a sua apresentação prévia; o Papa Júlio II respondeu que o rei deveria apresentar uma queixa ao Patronato Real sobre aquela sé, contudo o rei recusou absolutamente e pediu ao Papa que não revogasse o que tinha sido feito no passado.
Em 7 de julho de 1504, ele deixou Roma em direção a Nápoles, e de lá para a Espanha para se encontrar com o rei Fernando, o Católico. Ele ficou doente em Valência, permaneceu lá por vários meses e morreu de mal de piedra (doença renal), em 1 de janeiro de 1505. Foi sepultado no túmulo de sua família na sala capitular do convento agostiniano de Valência, como ele havia solicitado em seu testamento.

### Conclaves
- 1.º Conclave de 1503 – participou da eleição do Papa Pio III
- 2.º Conclave de 1503 – participou da eleição do Papa Júlio II